# Nhạn sọc trắng
Nhạn sọc trắng (danh pháp hai phần: Atticora fasciata) là một loài chim trong họ họ Nhạn.
Loài chim này được tìm thấy ở Bolivia, Brasil, Colombia, Ecuador, Guiana thuộc Pháp, Guyana, Peru, Suriname và Venezuela. Môi trường sống tự nhiên của nhạn sọc trắng là các dòng sông.